# Maler und Lackierermeister
Maler und Lackierermeister (Untertitel „Das Malermagazin“, Eigenschreibweise in Großbuchstaben) ist eine monatlich erscheinende Fachzeitschrift für die Maler- und Lackiererbranche. Sie wird vom Verlag W. Sachon herausgegeben, der zur Krammer Group gehört. Maler und Lackierermeister ist offizielles Organ des Bundesverbandes Farbe Gestaltung Bautenschutz sowie der Landesinnungsverbände des Maler- und Lackiererhandwerks von Bayern, Hamburg, Niedersachsen, Nordrhein, Sachsen und Westfalen, der fachtechnischen Betriebsberatungsstelle für Nordrhein, des Arbeitskreises Sachverständigenwesen für Nordrhein und Rheinland und des Bundesverbandes Korrosionsschutz e. V. Die Zeitschrift wurde erstmals im Jahr 1951 veröffentlicht und richtet sich seither an  Experten aus den Bereichen:
- Malen und Lackieren
- Stuckateur-, Putz- und Trockenbau
- Fahrzeuglackierung
- Großhandel & Einkaufsgenossenschaften
- Fachschulen, Instituten, Meisterschulen und Innungen
- Farben- und Lackindustrie

Im Oktober 2020 wurde der Name der Fachzeitschrift von Der Maler und Lackiermeister – Das deutsche Malermagazin in den heutigen Namen geändert.

## Auflage
Die gedruckte Auflage betrug 2020 laut Mediadaten 16.859 Exemplare pro Monat.